# Bergshamra IP
Bergshamra Idrottsplats (förkortat Bergshamra IP) är en idrottsplats i Bergshamra, Solna kommun, invigd 1969 och ombyggt 2009. 
Anläggningen har en fullstor fotbollsplan för elvamannaspel, som även har markeringar för amerikansk fotboll. Det finns också en mindre fotbollsplan för sjumannaspel. Den fullstora planen har frysaggregat och spolas på vintern för bandyspel och skridsko. Vidare finns löparbanor och andra anläggningar för friidrott och två tennisbanor.
AIK Amerikansk fotboll har arenan som hemmaplan i matcher i amerikansk fotboll i Superserien. Det har också Solna Chiefs.

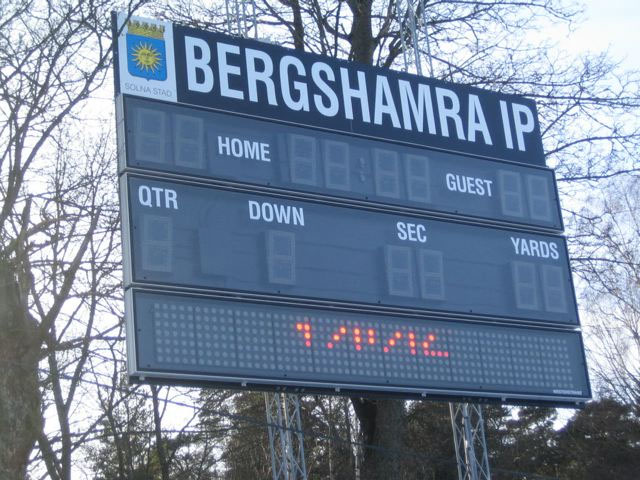
Resultattavla på Bergshamra IP.

Inför säsongen 2008/2009 flyttade AIK:s bandylag på såväl herr- som damsidan från Spånga IP och Sollentunavallen till Bergshamra IP . Anläggningen användes även för matcher vid världsmästerskapet i bandy för herrar 2009.
På Bergshamra IP spelar även fotbollslaget IFK Bergshamra samt dess ungdomsverksamhet. Andra Solnaklubbar som AIK Fotboll och Vasalunds IF bedriver ungdomsverksamhet på Bergshamra IP.